# Pietro Arcudio
Pietro Arcudio (Corfù, 1562 – Roma, 1633) è stato un teologo greco.
Inviato in Corona del Regno di Polonia e Granducato di Lituania nel 1591 come segretario del cardinale Bernard Maciejowski, nel 1601 fondò a Vilna un importante seminario ruteno. Nel 1613 tornò a Roma, divenendo collaboratore di Scipione Caffarelli-Borghese.